# Claudia Bokel
Claudia Bokel (Ter Apel, Países Bajos, 30 de agosto de 1973) es una deportista alemana que compitió en esgrima, especialista en la modalidad de espada.
Participó en tres Juegos Olímpicos de Verano, obteniendo una medalla de plata en Atenas 2004, en la prueba por equipos (junto con Imke Duplitzer y Britta Heidemann), el séptimo lugar en Atlanta 1996 y el sexto en Sídney 2000, también por equipos.
Ganó ocho medallas en el Campeonato Mundial de Esgrima entre los años 1993 y 2007, y seis medallas en el Campeonato Europeo de Esgrima entre los años 1995 y 2006.

## Palmarés internacional
| Juegos Olímpicos   | Juegos Olímpicos            | Juegos Olímpicos  | Juegos Olímpicos   |
| Año                | Lugar                       | Medalla           | Prueba             |
| ------------------ | --------------------------- | ----------------- | ------------------ |
| 2004               | Atenas (Grecia)             | Medalla de plata  | Espada por equipos |
| Campeonato Mundial |                             |                   |                    |
| Año                | Lugar                       | Medalla           | Prueba             |
| 1993               | Essen (Alemania)            | Medalla de plata  | Espada por equipos |
| 1997               | Ciudad del Cabo (Sudáfrica) | Medalla de plata  | Espada por equipos |
| 1999               | Seúl (Corea del Sur)        | Medalla de bronce | Espada por equipos |
| 2001               | Nimes (Francia)             | Medalla de oro    | Espada individual  |
| 2003               | La Habana (Cuba)            | Medalla de plata  | Espada por equipos |
| 2005               | Leipzig (Alemania)          | Medalla de bronce | Espada por equipos |
| 2006               | Turín (Italia)              | Medalla de bronce | Espada por equipos |
| 2007               | San Petersburgo (Rusia)     | Medalla de bronce | Espada por equipos |
| Campeonato Europeo |                             |                   |                    |
| Año                | Lugar                       | Medalla           | Prueba             |
| 1995               | Keszthely (Hungría)         | Medalla de bronce | Espada individual  |
| 1998               | Plovdiv (Bulgaria)          | Medalla de oro    | Espada por equipos |
| 1998               | Plovdiv (Bulgaria)          | Medalla de bronce | Espada individual  |
| 1999               | Bolzano (Italia)            | Medalla de bronce | Espada individual  |
| 2006               | Esmirna (Turquía)           | Medalla de oro    | Espada individual  |
| 2006               | Esmirna (Turquía)           | Medalla de bronce | Espada por equipos |